# 拉斐尔·阿吉拉尔
拉斐尔·阿吉拉尔（西班牙語：Rafael Aguilar，1961年12月27日—），西班牙男子水球运动员。他曾代表西班牙参加1984年夏季奥林匹克运动会水球比赛，获得第4名。他在退役后成为教练。